# Nicolas Bonnal (football)
Pour les articles homonymes, voir Nicolas Bonnal et Bonnal.
Nicolas Bonnal, né le 16 octobre 1976 à Saint-Priest (Rhône), est un footballeur français. Il est milieu de terrain.

## Biographie
Formé à Monaco, il est prêté à Ajaccio en National qui remporte le championnat. Il passe deux saisons en Ligue 2 avec le club corse avant de retourner à Monaco. Il joue alors 19 matches de Ligue 1 et participe aux 6 matches de Monaco lors de la Ligue des Champions 2000-2001. Il dispute même la finale de la Coupe de la Ligue française de football 2000-2001, mais Monaco s'incline 2 buts à 1. La saison suivante avec l'arrivée du nouvel entraîneur, Didier Deschamps, il est relégué sur la banc de touche. Une grave blessure le tient éloigné des terrains plus d'un an.
Au mercato d'hiver il est prêté à Troyes qui lutte pour le maintien. À l'issue de la saison il est transféré à Lille où il retrouve Claude Puel qui vient de s'engager avec le club nordiste. Avec un temps de jeu qui rapidement diminue, il est prêté à Ajaccio. Revenant à Lille, il quitte le club en novembre 2004 et se retrouve au chômage. 
Il s'engage alors avec son ancien club au mercato d'hiver : l'AC Ajaccio. Il n'y reste que six mois et rejoint le Stade de Reims. Avec le club champenois, il dispute les demi-finales de la Coupe de la Ligue 2006-2007. À l'été 2007, non prolongé par Reims, il refuse une offre de Libourne-Saint-Seurin pour se diriger vers la péninsule arabique. 
Malgré diverses négociation avec différents clubs, il s'engage finalement à l'hiver 2007 avec Bastelicaccia. En 2009 il s'engage avec le club d'Afa FA pour un salaire de 300 euros par mois pour entraîner l'équipe des moins de 19 ans.

## Palmarès
- Finaliste de la Coupe Intertoto UEFA en août 2002
- Finaliste de la Coupe de la Ligue en 2001
- Champion de France de National en 1998

## Statistiques
| Saison      | Club             | Pays      | Championnat | Championnat | Championnat | Championnat  | Championnat  | Europe | Europe | Europe |
| Saison      | Club             | Pays      | Division    | Matchs      | Buts        | Cartons      | Cartons      | Coupe  | Matchs | Buts   |
| ----------- | ---------------- | --------- | ----------- | ----------- | ----------- | ------------ | ------------ | ------ | ------ | ------ |
| Saison      | Club             | Pays      | Division    | Matchs      | Buts        | Carton jaune | Carton rouge | Coupe  | Matchs | Buts   |
| 1994 - 1995 | AS Monaco        | France    | Ligue 1     | 1           | 0           | ?            | ?            | ?      | -      | -      |
| 1995 - 1996 | AS Monaco        | France    | Ligue 1     | 0           | 0           | ?            | ?            | ?      | -      | -      |
| 1996 - 1997 | AS Monaco        | France    | Ligue 1     | 0           | 0           | ?            | ?            | ?      | -      | -      |
| 1997 - 1998 | AC Ajaccio       | France    | National    | 25          | 3           | ?            | ?            | /      | -      | -      |
| 1998 - 1999 | AC Ajaccio       | France    | Ligue 2     | 29          | 4           | ?            | ?            | /      | -      | -      |
| 1999 - 2000 | AC Ajaccio       | France    | Ligue 2     | 29          | 6           | ?            | ?            | /      | -      | -      |
| 2000 - 2001 | AS Monaco        | France    | Ligue 1     | 19          | 1           | ?            | ?            | C1     | 6      | 1      |
| 2001 - 2002 | AS Monaco        | France    | Ligue 1     | 0           | 0           | ?            | ?            | /      | -      | -      |
| 2001 - 2002 | ES Troyes AC     | France    | Ligue 1     | 0           | 0           | ?            | ?            | /      | -      | -      |
| 2002 - 2003 | Lille OSC        | France    | Ligue 1     | 14          | 0           | ?            | ?            | IT     | 6      | 2      |
| 2003 - 2004 | AC Ajaccio       | France    | Ligue 1     | 21          | 1           | ?            | ?            | /      | -      | -      |
| 2004 - 2005 | sans club        | sans club | sans club   | -           | -           | -            | -            | /      | -      | -      |
| 2004 - 2005 | AC Ajaccio       | France    | Ligue 1     | 16          | 0           | ?            | ?            | /      | -      | -      |
| 2005 - 2006 | Stade de Reims   | France    | Ligue 2     | 20          | 0           | ?            | ?            | /      | -      | -      |
| 2006 - 2007 | Stade de Reims   | France    | Ligue 2     | 22          | 0           | ?            | ?            | /      | -      | -      |
| 2007 - 2008 | FC Bastelicaccia | France    | CFA 2       | 13          | 3           | ?            | ?            | /      | -      | -      |